# Дзеркало (театр, Хмельницький)
Народний аматорський молодіжний театр «Дзеркало» — театр у місті Хмельницькому, створений 1953 року.

## Історія
Театр був створений в Хмельницькому у 1953 року при міському будинку культури. Одним із засновників був досвідчений режисер Валентин Богословський. Пізніше режисерами колективу були: О. Волошенюк, В.Павловський, В. Паляниця, П.Пацай. У цей період були поставленні яскраві вистави: драма — сповідь «Поріг» О. Дударева, сатирична казка «До третіх півнів» В. Шукшина, трагедія «Антигона» та «Медея» Ж.Ануйя, водевіль «По ревізії» М. Кропивницького, «Сотников» В. Бикова, «Скамейка» О. Гельмана, «Провінційні анекдоти» О. Вампілова та інші чудові твори.
За активну громадську роботу та високий ідейний рівень вистав у 1964 року постановою Колегії Міністерства культури УРСР колективу присвоєно звання «народний аматорський».

## Сучасність

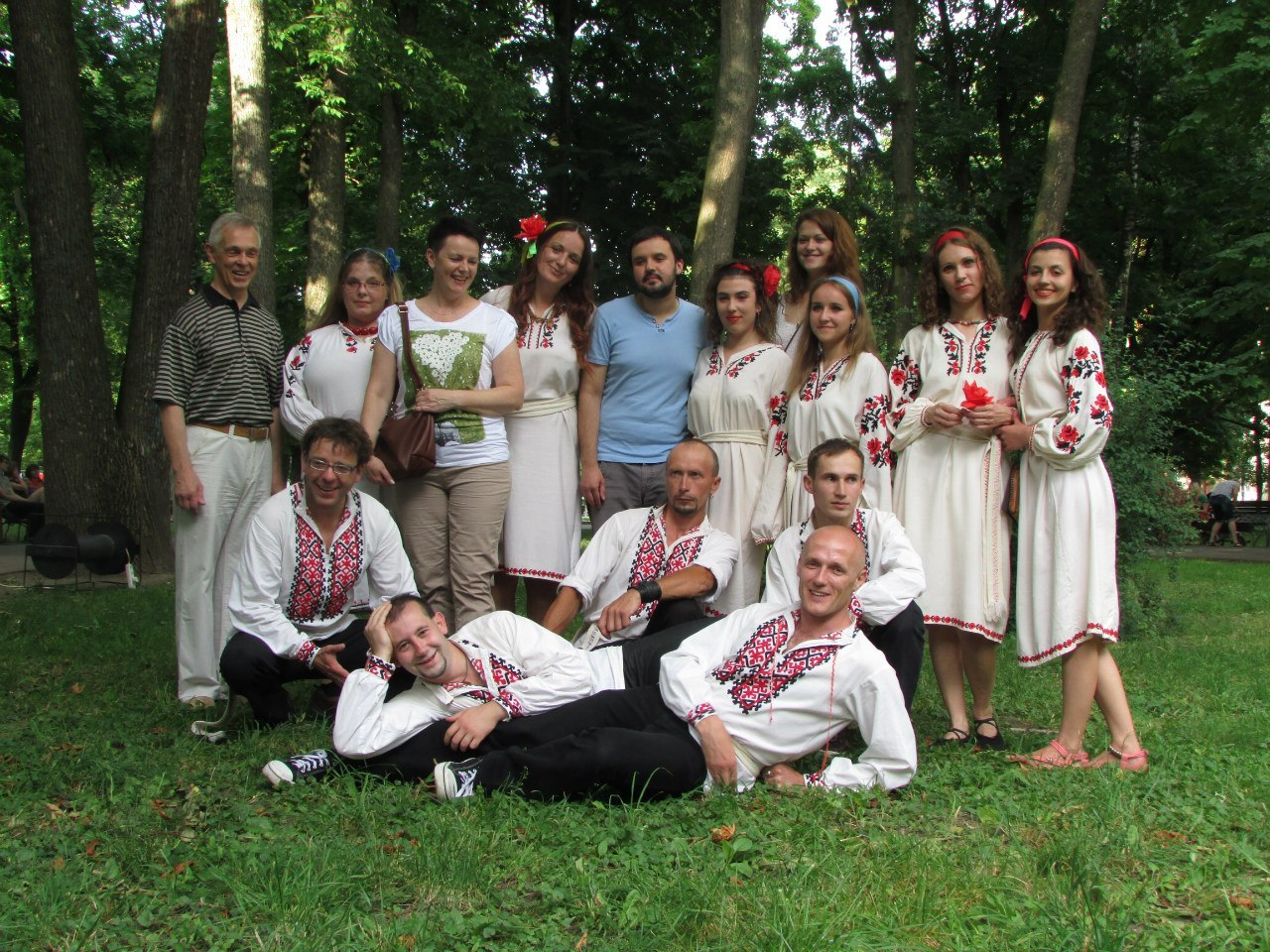

З 2000 року режисером театру стає лауреат премії ім. Б. Хмельницького — Іван Леонідович Кропліс. Репертуар колективу, завдячуючи керівникові, збагатився п'єсами українських та зарубіжних драматургів, а саме: «Дуель» М. Байджиєва, «Я завжди посміхаюся» Я. Сегеля, «Гамлет» В.Шекспіра, «Спитай колись у трав» Я. Стельмаха, «Іркутська історія» О. Арбузова, «Валентин і Валентина» М. Рощина, «Священні чудовиська» Ж. Кокто, «Цей дивний світ театру» М. Міттуа, «Кохай мене і більше нікого», «Пастка» Р. Тома, «Покоївки» Ж. Жене, «Шантрапа» П. Саксаганського, соціальна вистава «Повір у себе», яскраві уривки з життя одеситів «Ритми наших сердець».
За 60 років творчого шляху, на сцені театру відбулося близько 65 прем'єр за творами українських та зарубіжних класиків, сучасних вітчизняних та зарубіжних авторів; здійснено близько 50 театральних вечорів, дитячих ранків, новорічно — різдвяних заходів; колектив брав участь у телевізійних проектах. Більше 700 учасників займалися в театрі, а одні з найкращих стали студентами театральних вищів, інші — працювали у професійних колективах України та Росії.
Театральна трупа постійно поповнюється талановитою молоддю, яка проходить суворий відбір. Основною метою колективу — є виховання в людях моральних, загальнолюдських цінностей засобами театрального мистецтва.
Народний театр «Дзеркало» — бажаний гість на усіх заходах, які відбуваються в місті та за його межами. Фестивальна географія виступів театру надзвичайна широка.

## Майбутнє
З квітня 2014 року театр очолив режисер Дмитро Гусаков. Наразі колектив має бажання радувати своїм мистецтвом не тільки українського глядача, але й намагається розширити творчу біографію театру інтегрувавшись в європейський театральний процес.
З «новим» театральним режисером були реалізовані вистави:
- 2016 — «Історії з коробки» музично — пластична вистава за етюдами учасників театру.
- 2019 — «Вражена Тетяна» за п'єсою Лаши Бугадзе театр абсурду.